# Gregory Page (2e baronnet)
Gregory Page, 2e baronnet (c. 1695 - 4 août 1775), est un collectionneur d'art anglais et propriétaire terrien, et baronnet de Grande-Bretagne.

## Biographie
Il est le fils aîné de Gregory Page (1er baronnet), et de sa femme Mary, la fille du Londonien Thomas Trotman. Il suit son père en devenant directeur de la Compagnie des Indes orientales et, à partir de 1717, commence à étendre ses propriétés foncières dans le Kent et à Londres. Il hérite du titre de baronnet de son père le 25 mai 1720. Il épouse le 26 mai 1721 Martha, troisième fille de Robert Kenward, de Kenwards à Yalding, Kent. Ils n'ont pas d'enfants. Elle meurt le 30 septembre 1767 et est inhumée 7 jours plus tard à Greenwich.
Page investit une partie substantielle de sa fortune dans d'autres propriétés, en particulier dans ce qui est alors le nord-ouest du Kent. En 1723, il construit un manoir dans la région de Westcombe Park, juste au nord de Blackheath, mais préfère plus tard vivre dans un immense manoir à Wricklemarsh à proximité. Il est conçu par l'architecte John James, construit pour 90 000 £, dans un parc de 250 acres (101,1714105 ha), autrefois la propriété de John Morden. Un plan au sol et une coupe transversale des pièces du manoir sont inclus dans Vitruvius Britannicus en 1739.
Les terres environnantes font ensuite partie du lotissement de Blackheath Park créé par John Cator, après avoir acheté, décapé et finalement démoli Wricklemarsh entre 1783 et 1800. Page achète aussi Battlesden Manor dans le Bedfordshire à Allen Bathurst en 1724. En 1733, pour 19 000 £, Page achète le manoir élisabéthain délabré à Well Hall Place, Eltham, le démolit pour construire un nouveau manoir, Page House (finalement démoli en 1931).
Selon le Dictionary of National Biography, Il s'intéresse à « la bourse et les langues, l'ingénierie, la construction, l'architecture navale et l'arpentage, la collecte et la construction ». Le manoir Wricklemarsh est somptueusement meublé et abrite la collection d'art de Page, qui comprend des œuvres de Rubens, van Dyck, Claude, Poussin, Veronese, Salvator Rosa, Nicolaes Berchem et Adriaen van der Werff. Le musée de Sir John Soane possède huit chaises en bois de la Compagnie néerlandaise des Indes orientales incrustées des armoiries de Page et de Kenward en nacre. Page fonde et patronne la Free and Easy Society, un club de restauration pour gentlemen, pour lequel des bols à punch armoriés chinois de l'ère Qianlong sont fabriqués vers 1755 .
Il soutient la création d'une nouvelle organisation caritative à Londres appelée Foundling Hospital. Dans sa charte royale, publiée en 1739, il est répertorié comme l'un des premiers gouverneurs. L'association œuvre pour sauver les enfants abandonnés des rues de la capitale.
À sa mort en 1775, la fortune de Page est léguée à son petit-neveu Gregory Turner, 3e baronnet d'Ambrosden, Oxfordshire, qui ajoute « Page » à son nom de famille pour devenir Gregory Page-Turner. Page-Turner est le petit-fils de la sœur de Page Mary et de son mari Edward Turner (1er baronnet).
Page est inhumé dans le caveau familial de l'église St Alfege, Greenwich le 14 août 1775.